# Syndrome de Jervell et Lange-Nielsen
Le syndrome de Jervell et Lange-Nielsen associe une surdité bilatérale congénitale avec un allongement de l'espace QT de l'électrocardiogramme supérieure à 500 ms.
Il a été décrit pour la première fois en 1957.
Il est dû à une mutation sur le gène KVLQT1.
Cet allongement de l'espace QT est responsable de tachycardie ventriculaire, de torsades de pointe et de fibrillation ventriculaire se traduisant cliniquement par des syncopes ou des morts brutales. Ces accidents surviennent lors d'effort, de stress ou à l'occasion de grand froid. En l'absence de traitement, la moitié des patients atteints par ce syndrome décède avant l'âge de 15 ans.
À l'inverse, le raccourcissement de l'espace QT semble présenter un miroir de ce syndrome avec une déficience vestibulaire partielle bilatérale congénitale avec un raccourcissement de l'espace QT de l'électrocardiogramme inférieure à 360 ms.